# Scaphiopus
A Scaphiopus a kétéltűek (Amphibia) osztályába, a békák (Anura) rendjébe és a lapátlábúbéka-félék (Scaphiopodidae) családjába tartozó nem. A nembe tartozó fajok Mexikó északi részén és az Amerikai Egyesült Államok déli részén honosak. A varangyféléktől (Bufonidae) jelentősen különböznek, pupillájuk függőleges, nincs parotoid mirigyük, bőrük viszonylag sima. Jellegzetes vonásuk a hátsó lábukon található lapátszerű kinövés, amiről a család a nevét kapta. Ezzel a képződménnyel laza talajban könnyedén ásnak. Tudományos nevük is erre utal: skaphís (σκαφίς, ‘lapát, ásó’) és pous (πούς, ‘láb’).

## Rendszerezés
A nembe az alábbi fajok tartoznak:
- Scaphiopus couchii Baird, 1854
- Scaphiopus holbrookii (Harlan, 1835)
- Scaphiopus hurterii Strecker, 1910